# Beaconsfield (Quebec)
Pronunciação
Beaconsfield é uma cidade localizada na província de Quebec no Canadá.